# Fuad Poladov
Fuad Agarahim Poladov (Bacu, 24 de maio de 1948 – 5 de maio de 2018) foi um ator de teatro e cinema do Azerbaijão, que recebeu o Honrado Artista do SSR do Azerbaijão e o Artista do Povo do SSR do Azerbaijão (20 de março de 1987).